# Chechło Drugie
Chechło Drugie – wieś w Polsce położona w województwie łódzkim, w powiecie pabianickim, w gminie Dobroń.
W latach 1975–1998 miejscowość administracyjnie należała do województwa sieradzkiego.
Wieś położona wzdłuż drogi wojewódzkiej nr 482. i linii kolejowej między Pabianicami i Łaskiem. Od północnego wschodu graniczy z Chechłem Pierwszym, a od zachodu i południa z Dobroniem.
We wsi znajduje się obelisk poświęcony żołnierzom 72. pułku piechoty im.płk. Dionizego Czachowskiego którzy tu polegli w walce z Niemcami 7 września 1939 roku oraz cmentarz olęderskich mieszkańców wsi z grobami żołnierzy poległych podczas II wojny światowej. W miejscowości istnieje Kaplica pw. św. Józefa Rzemieślnika.